# Burbustu-Altamira
Burbustu-Altamira es una entidad de población española del municipio de Zarátamo, perteneciente a la provincia de Vizcaya, en la comunidad autónoma del País Vasco.

## Historia
Hacia mediados del siglo XIX, el lugar era referido como un barrio ya por entonces perteneciente a Zarátamo. Aparece descrito en el cuarto volumen del Diccionario geográfico-estadístico-histórico de España y sus posesiones de Ultramar de Pascual Madoz con las siguientes palabras:

BURBUSTU: barrio en la prov. de Vizcaya, part. jud. de Bilbao, ayunt. de Zaratamo, y felig. de San Lorenzo.
(Madoz, 1846, p. 501)

En 2023, la entidad singular de población tenía empadronados 37 habitantes.